# За мишките и котките (филм)
„За мишките и котките“ е български игрален филм от 1984 година на режисьора Георги Стоев.

## Актьорски състав
„8 бели мишки от Института по хигиена.“